# Petit-Croix
Petit-Croix – miejscowość i gmina we Francji, w regionie Burgundia-Franche-Comté, w departamencie Territoire de Belfort.
Według danych na rok 1990 gminę zamieszkiwało 308 osób, a gęstość zaludnienia wynosiła 81 osób/km² (wśród 1786 gmin Franche-Comté Petit-Croix plasuje się na 447. miejscu pod względem liczby ludności, natomiast pod względem powierzchni na miejscu 900.).